# Györffy Lajos
Györffy Lajos (Túrkeve, 1897. július 15. – Budapest, 1986. március 20.) tanár, helytörténész.

## Élete
Gimnáziumi osztályait Túrkevén, Mezőtúron, Iglón és Pápán végezte, Pápán érettségizett 1920-ban. Debrecenben kezdett jogi tanulmányait az első világháború félbeszakította, később Pesten szerzett jogi diplomát. Ezután elvégezte a Keleti Akadémiát. A budapesti tudományegyetemen történelem-földrajz szakos képesítést is szerzett. A Magyar Folyam- és Tengerhajózási Társaságnál dolgozott hat évig, majd hazatért Túrkevére. Ott árvaszéki ülnök, tanácsnok, majd főjegyző lett, 1943-tól pedig az észak-erdélyi Szamosújváron és Désen volt polgármester. Orosz, angol, német, török és arab nyelven egyaránt jól beszélt. 1946-ban visszatért szülővárosába, ahol a gimnáziumban tanított 1966-os nyugalomba vonulásáig. 1966-78 között a túrkevei Finta Múzeum igazgatója volt. Túrkeve történetével foglalkozott. Ő találta meg az egyik legértékesebb honfoglalás kori leletünket, a bokroshalmi tarsolylemezt. Sokat tett azért is, hogy a Finta-hagyaték visszakerüljön Túrkevére.
A Györffy család 1632. október 7-én kapott nemesi címet I. Rákóczi György fejedelemtől, 1745-től egyre inkább meghatározó szerepet töltöttek be Túrkeve életében.

## Művei
- Túrkeve népessége a török világban (Túrkeve, 1935)
- Adatok az Alföld török kori településtörténetéhez (Szolnok, 1956)
- A Túrkevei Finta Múzeum története 1961-1971 (Túrkeve, 1971)